# Palača Farnese
Palača Farnese (italijansko Palazzo Farnese ([paˈlattso farˈneːse]) je ena najpomembnejših palač iz obdobja visoke renesanse v Rimu. V lasti Italijanske republike je bil leta 1936 podeljen francoski vladi za obdobje 99 let in trenutno služi kot francosko veleposlaništvo v Italiji.
Prvič zasnovana leta 1517 za družino Farnese, se je stavba razširila po velikosti in zasnovi, ko je Alessandro Farnese leta 1534 postal papež Pavel III., po načrtih Antonia da Sangalla mlajšega. Zgodovina gradnje je vključevala nekatere najvidnejše italijanske arhitekte 16. stoletja, vključno z Michelangelom, Jacopom Barozzijem da Vignolo in Giacomom della Porto.
Konec 16. stoletja je pomemben ciklus fresk Ljubezni bogov v galeriji Farnese izdelal bolonjski slikar Annibale Carracci, s čimer sta se začeli dve različni slikarski smeri v 17. stoletju, rimski visoki barok in klasicizem. V palači so bile nastanjene znamenita zbirka skulptur imenovana Farnesejev marmor, ki je zdaj v Nacionalnem arheološkem muzeju v Neaplju in druge zbirke Farnesejev, ki so zdaj večinoma v muzeju Capodimonte v Neaplju.

## Zgodovina
»Najbolj impozantno italijansko palačo 16. stoletja«, je po besedah sira Banisterja Fletcherja to palačo oblikoval Antonio da Sangallo mlajši, eden od Bramantejevih pomočnikov pri oblikovanju bazilike sv. Petra in pomemben renesančni arhitekt v svojem slogu. Gradnja se je začela leta 1515 po eni ali dveh letih priprav, naročil pa jo je Alessandro Farnese, ki je bil leta 1493 imenovan za kardinala pri 25 letih in je živel po knežjem načinu življenja. Delo je leta 1527 prekinilo pustošenje Rima, ko so mesto zavzele uporniške enote Karla V., svetega rimskega cesarja.
Ko je januarja 1534 Alessandro postal papež Pavel III., se je velikost palače znatno povečala in zaposlil je Michelangela, ki je dokončal preoblikovano tretje nadstropje z globokim vencem in spremenil tudi dvorišče. Razvoj po letu 1534 ni bil le odraz Alessandrove spremembe statusa, ampak je uporabil arhitekturo za izražanje moči družine Farnese, tako kot v njihovi villi Farnese v Capraroli. Ogromen palačni blok in njegova fasada prevladujejo na trgu Piazza Farnese.
Arhitekturne značilnosti glavne fasade vključujejo izmenične trikotne in segmentne stebre, ki zapirajo okna piano nobile, osrednji rustikalen portal in Michelangelov štrleči venec, ki meče globoko senco na vrh fasade. Michelangelo je leta 1541 popravil osrednje okno in dodal arhitrav, da bi glavno pozornost postavil na fasado, nad katero je največja papeška stemma ali grb s papeško tiaro, kakršnega je kdaj videl Rim. Ko se je Pavel pojavil na balkonu, je celotna fasada postala del njegove osebe.  Dvorišče, sprva odprte arkade, je obdano z akademsko vajo v naraščajočih vrstah (dorski, jonski in korintski). Piano nobile ogredje je dobilo friz z venci, ki ga je dodal Michelangelo.
Michelangelo je na vrtu palače, ki se je soočala z reko Tibero, predlagal inovativno zasnovo mostu, ki bi, če bi bil dokončan, povezal palačo z vrtovi Vigna Farnese, Alessandrovega gospodarstva na nasprotnem bregu, ki je kasneje postal vključen v sosednjo vilo družine Chigi, ki jo je Farnese kupil leta 1584 in preimenoval v Villa Farnesina. Čeprav je praktičnost doseganja tega mostu še vedno dvomljiva, je bila ideja drzna in obsežna.
V 16. stoletju sta bili dve veliki granitni kotlini iz Karakalovih term prilagojeni kot vodnjaka na Piazza Farnese, "urbanem" obrazu palače.
Palazzo je za papeža nečaka Ranuccia Farnese dodatno spremenil Jacopo Barozzi da Vignola. Za drugega kardinala Alessandra Farneseja je bila dokončana leta 1589 portikirana fasada Giacoma della Porta proti Tiberi.
Po smrti kardinala Odoarda Farneseja leta 1626 je palača okoli dvajset let ostala skoraj nenaseljena. Po koncu vojn za Castro s papeštvom je vojvoda Odoardo uspel povrniti svojo družinsko posest, ki je bila zasežena. Dobljeni popis je najstarejši ohranjen celoten popis Palazzo Farnese.
Po Odoardovi smrti je papež Aleksander VII. dovolil švedski kraljici Kristini, da se za več mesecev nastani v palači, vendar se je »izkazala za najemnico iz pekla«. Po njenem odhodu v Pariz so papeške oblasti odkrile, da njeni neposlušni služabniki niso le ukradli srebra, tapiserij in slike, ampak so tudi »razbili vrata za drva« in odstranili dele bakrene strehe.

## Notranjost
Več glavnih sob je bilo poslikanih z izdelanimi alegoričnimi programi, vključno s Herkulovim ciklom v Sala d'Ercole ali Herkulovo sobo, Sala del Mappamondo ali Sobo zemljevidov in dobro znanimi Ljubezni bogov (1597–1608) v galeriji Farnese, obe bolonjskega slikarja Annibale Carraccija. Druge sobe imajo freske Daniele da Volterra in drugih umetnikov.
Za generacije je v sobi s Herkulovimi freskami nastala znamenita grško-rimska antična skulptura, znana kot Farnezijski Herkul. V palači so bila nastanjena tudi druga dela iz družinske zbirke klasičnega kiparstva.
En od obokov in stropnih fresk Annibale Carraccija je umetniška galerija Galleria Farnese. Po besedah Ann Sutherland Harris: »Freske Galleria še bolj obsežno uporabljajo starodavne kiparske in arhitekturne vire, poleg tega pa svojo osnovno strukturo jemljejo iz dveh stropov najprestižnejših umetnikov visoke renesanse v Rimu, Loggia Psyche Rafaela in strop Michelangelove Sikstinske kapele«. Carracci je sprejel quadri riportati, katerega strop je razdeljen na enote in ga spremenil v zbirko uokvirjenih slik, skupaj z odlitimi maskami med venci in izrezljanimi putti ter skulpturami, ki podpirajo osrednjo sceno. Ta velika osrednja scena prikazuje Triumf Bakha in Ariadne. Na zgornji in spodnji del osrednje slike sta pritrjeni dve manjši sliki, na obeh straneh pa dve navpični sliki, napolnjeni s sfingami, Panom in dvema satiroma.

## Posnemana dela
Zasnova palače je navdihnila več stavb zunaj Italije, vključno z atletskim klubom Detroit v Detroitu, Michigan; Château Grimaldi blizu Aix-en-Provence v Franciji; Nacionalni gradbeni muzej v Washingtonu, ZDA; stavbo glavnega sekretarja v Sydneyju; Banco di Roma v Aleksandriji v Egiptu; kraljevo palačo v Stockholmu in stavbo Cunard v Liverpoolu. Tudi v Angliji jo je Charles Barry zaradi velikega občudovanja stavbe uporabil kot model za londonski Reform Club.

## PuccinijevaTosca
V Puccinijevi operi Tosca (1900), ki se odvija v napoleonskem Rimu, se v palači Farnese odvija soočenje junakinje z zlonamernim šefom policije Scarpijo. Palačo so od Farnesejev podedovali neapeljski kralji Bourboni, od katerih jih je francoska vlada kupila leta 1874. Čeprav jo je vlada Benita Mussolinija odkupila leta 1936, ostaja francosko veleposlaništvo v 99-letnem najemu, za katerega plačujejo italijanski vladi simbolično najemnino 1 evro na mesec.

## Knjižnica
Palača Farnese hrani veliko znanstveno knjižnico, ki jo je zbrala Ecole Française de Rome, ki se osredotoča zlasti na arheologijo Italije in srednjeveško papeško zgodovino. Ecole Française de Rome se je lotila obsežnega projekta objave večine dokumentacije o gradnji palače, njenih fresk in pohištva, knjižnice in umetniških del, v celoti označenih in indeksiranih. Prvi trije zvezki so:
- F.C. Uginet, Le palais farnèse à travers les documents financiers (Rome 1980).
- A. Chastel, Le Palais Farnèse. Ecole Française de Rome I.1 and I.2 and II (Rome 1980–82).
- F. Fossier. Le Palais Farnèse III.2. La bibliothèque Farnèse. Étude des manuscrits latins et en langue vernaculaire (Rome 1982).
- B. Jestaz, Le Palais Farnèse III.3. L'inventaire du palais et des propriéeés Farnèse à Rome en 1644 (Rome 1994)

## Palača Farnese v popularni kulturi
Palača Farnese je bila posneta kot del ponovnega ustvarjanja Juliana Fellowesa  Shakespearove Romeo in Julija leta 2013, v kateri je Douglas Booth igral kot Romeo.